# Бельбаши
Культура Бельбаши — археологическая культура эпохи позднего палеолита и мезолита, названная по находкам в пещере Бельбаши на юге Турции к юго-западу от Антальи. Нередко рассматривается в комплексе с находками в расположенной в нескольких километрах от Бельбаши пещеры Бельдиби эпохи позднего мезолита и неолита; наконец, в самом широком смысле, культура охватывает несколько пещер к западу от Антальи, в том числе неолитические пещеры Чаркин, Окюзлю и Караин. Такая длительная последовательность находок от палеолита до неолита является почти уникальной; аналогом является пещера Франхти в Греции.
Типичный инструментарий культуры Бельбаши включает наконечники стрел с хвостовиком, треугольные наконечники и лезвия со скошенной усечённой верхушкой.
С более поздней культурой Бельдиби (по названию близлежащей пещеры Бельдиби) связаны раскрашенные изображения, высеченные на стенах пещеры — до настоящего времени единственные известные петроглифы в западной Азии, а также натуралистический и геометрический орнамент на предметах быта. Изделия данной культуры — это предметы из обсидиана, импортированного предположительно из Таврских гор или с севера с реки Гедиз, и ранние формы керамики. Встречаются кости оленя, горного козла и крупного рогатого скота. Помимо этого, источниками пищи были рыбалка в Средиземном море и сбор дикорастущих злаков. Свидетельства собственного производства продуктов или скотоводства отсутствуют.
До настоящего времени археологи расходятся во мнениях по поводу того, является ли протонеолитическая культура Бельдиби продолжением мезолитической культуры Бельбаши.
Среди каменных изделий обеих культур преобладают микролиты.
Артефакты культуры Бельбаши свидетельствуют о ранних связях с Кебарской индустрией. Поселения культуры Бельбаши были долговременными, сходными с типичными поселениями Натуфийской культуры, многие из них позднее эволюционировали в сельскохозяйственные поселения, напоминающие поселение-предшественник Иерихона — Телль эс-Султан, возникновение которого датируется около 7800 г. до н. э.
Культура Бельбаши не оказала влияния на развитие доисторических культур Анатолии и Ближнего Востока, но оказала, по-видимому, влияние на доисторическую Европу, поскольку её носители, по-видимому, мигрировали на запад около 5000 г. до н. э. и принесли в Европу зачатки сельского хозяйства и животноводства.